# Monasterio de Gtichavank
El Monasterio de Gtichavank (en armenio:  Գտիչի վանք) es un monasterio del siglo XIII de la Iglesia apostólica armeniaen el distrito de Joyavend, Azerbaiyán. Los restos del monasterio pueden ser alcanzados por los excursionistas a través de la Himnakan Janapar, parte de una red de senderos que se extienden a través de gran parte del Nagorno-Karabaj.